# حملات ۲۰۱۶ جاکارتا

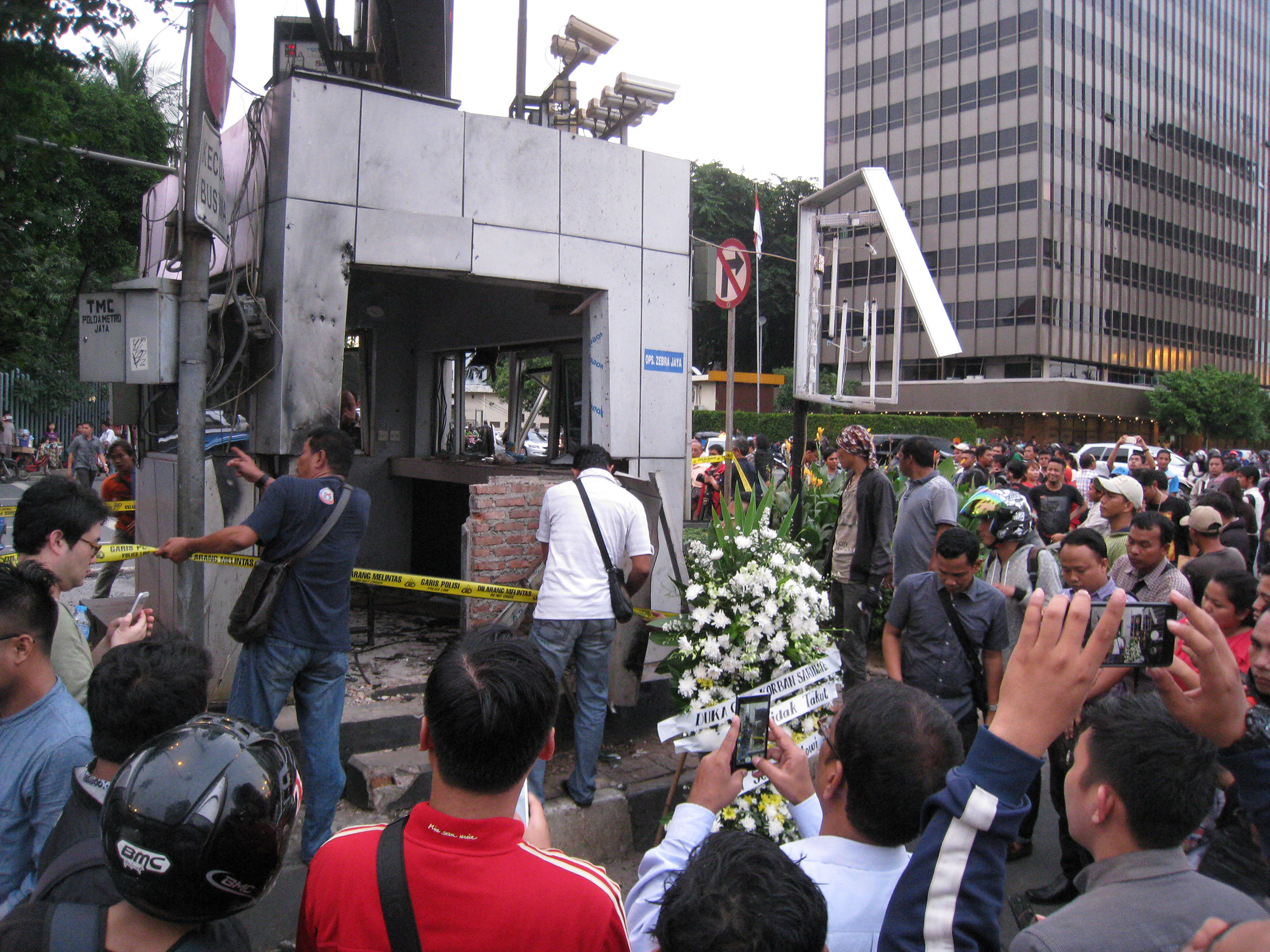
جاکارتا

در ۱۴ ژانویه ۲۰۱۶، چندین انفجار و تیراندازی در نزدیکی بازار ساریناه جاکارتا، اندونزی رویداد. بنا به گزارش‌ها در این حملات هفت نفر (که پنج نفر آنها از مهاجمین هستند) کشته و نوزده تن دیگر زخمی شدند. بر طبق گزارش‌ها ۱۰ تا ۱۴ مهاجم در این حملات شرکت داشته‌اند و داعش مظنون اصلی این حملات بوده است. داعش پس از حملات پاریس در اواخر سال ۲۰۱۵، تهدید کرده بود که اندونزی را هدف حملات خود قرار خواهد داد.